# گوآن یی
گوآن یی (به چینی: 管轶) یک دانشمند ویروس‌شناسی اهل چین است. در سال ۲۰۱۴ تامسون رویترز او را به عنوان ۱۱امین محقق در زمینه میکروبیولوژی در جهان معرفی کرد. او پی‌اچ‌دی میکروبیولوژی از دانشگاه هنگ کنگ دارد و هم‌اکنون کرسی دانشگاه دارد. تحقیقات او بیماری تنفسی ویروسی سارس در سال ۲۰۰۴ به دولت چین کمک کرد جلوی همه‌گیری این بیماری را بگیرد. وی هم‌اکنون رئیس آزمایشگاه استانی بیماری‌های عفونی نوظهور مستقر در دانشگاه هنگ‌کنگ است.